# زاوية العوامة
قرية زاوية العوامة هي إحدى القرى التابعة لمركز الضبعة في محافظة مطروح في جمهورية مصر العربية. حسب إحصاءات سنة 2018، بلغ إجمالي السكان في جلال 2,241 نسمة، منهم 1,130 رجل و 1,111 امرأة.